# Projecció de Newman

Projecció de Newman del butà

Una projecció de Newman és una forma de representació bidimensional útil per a visualitzar conformacions en un enllaç simple carboni-carboni d'una molècula orgànica, habitualment alcans. Fou proposada el 1952 pel químic nord-americà Melvin Spencer Newman (1908-1993).
Consisteix a visualitzar l'estructura de la molècula al llarg de l'enllaç simple que uneix ambdós àtoms de carboni i projectar-la sobre el pla, de tal manera que els grups units a l'àtom de carboni més proper a l'observador es dibuixen enllaçats al punt central d'un cercle, que representaria a l'àtom, mentre els del més allunyat es dibuixen partint del cercle, que representa el carboni de darrere.